# Apoptose (projet musical)
Pour l’article homonyme, voir Apoptose.
Apoptose, terme médical par lequel on désigne la "mort cellulaire programmée", est le nom d'un projet musical solo (one-man project) allemand de dark ambient, signé sur le label de même nationalité Tesco Organisation.
Le premier album, Nordland, paraît en mai 2000, et propose une musique atmosphérique inspirée des paysages glacés et stériles des régions nordiques.
Le deuxième album, Blutopfer (littéralement "sacrifice de sang"), paru en mai 2002, est conçu à partir d'un matériau original : les sons de tambours enregistrés à l'occasion des processions de la Semaine sainte dans la petite ville de Calanda en Espagne.
Le troisième album, intitulé Schattenmädchen, sort en 2007, avec 7 morceaux qui expriment un univers urbain de désolation et de mort, à contrepied de la thématique du premier album, Nordland (la nature glacée des régions nordiques).
En 2008 paraît un split vinyl Joy of Life / Apoptose intitulé Warrior Creed.
Bannwald ("forêt interdite"), le quatrième album (2010), propose un retour dans l'univers nordique du premier opus. Avec pour accroche, la formule suivante: « Un vendredi de septembre, il y a plusieurs années, 3 filles pénétrèrent dans une grande forêt d'Allemagne du Nord. Elles ne revinrent jamais.»